# Finaref
Finaref était une marque commerciale de CA Consumer Finance, filiale de Crédit agricole SA, dédiée au crédit à la consommation, marque abandonnée en 2013 après la fusion avec Sofinco.

## Historique[1]
- En 1970, la société Finaref est créée au sein de la société de VPC la Redoute.
- En 1986, elle créait le compte Mistral, premier crédit renouvelable de distributeur.
- En 1992, elle devient filiale du groupe PPR et développe des partenariats avec les marques du groupe (Fnac, Printemps). Elle sera rachetée par le groupe Crédit agricole en 2003.
- En 1995, elle développe la télévente de produits d’assurance.
- En 2002, elle lance un partenariat avec Surcouf, en 2003 avec le Club Med, en 2005 avec La Maison de Valérie, en 2006 avec Téléshopping, en 2007 avec Go Sport…
- En 2010, Finaref fusionne avec Sofinco, l’autre filiale de crédit à la consommation du groupe Crédit agricole pour créer CA Consumer Finance. Finaref devient une marque commerciale de CA Consumer Finance.
- En 2013, au 1er juillet, Finaref a pris commercialement le nom de Sofinco[2] et la marque est abandonnée[3].

## Activités
La marque est spécialisée dans plusieurs domaines :
- des crédits renouvelables avec le « Compte Mistral » et le « Compte Challenger » ;
- une offre de regroupement de crédits ;
- des assurances « Essentiel Accident », « Prévoyance Vie », « Prévoyance Hospitalisation », « Plan Solution Accidents », « Relais Hospitalisation » ;
- des cartes privatives affectées à des grandes enseignes (PPR : Redoute, Printemps, Fnac…).